# Vital Remains
I Vital Remains sono un gruppo death metal nato nel 1989. Fra i gruppi che hanno influenzato i Vital Remains si possono citare Slayer, Venom, Celtic Frost, Bathory, Mercyful Fate, Sodom e Destruction.

## Formazione

### Formazione attuale

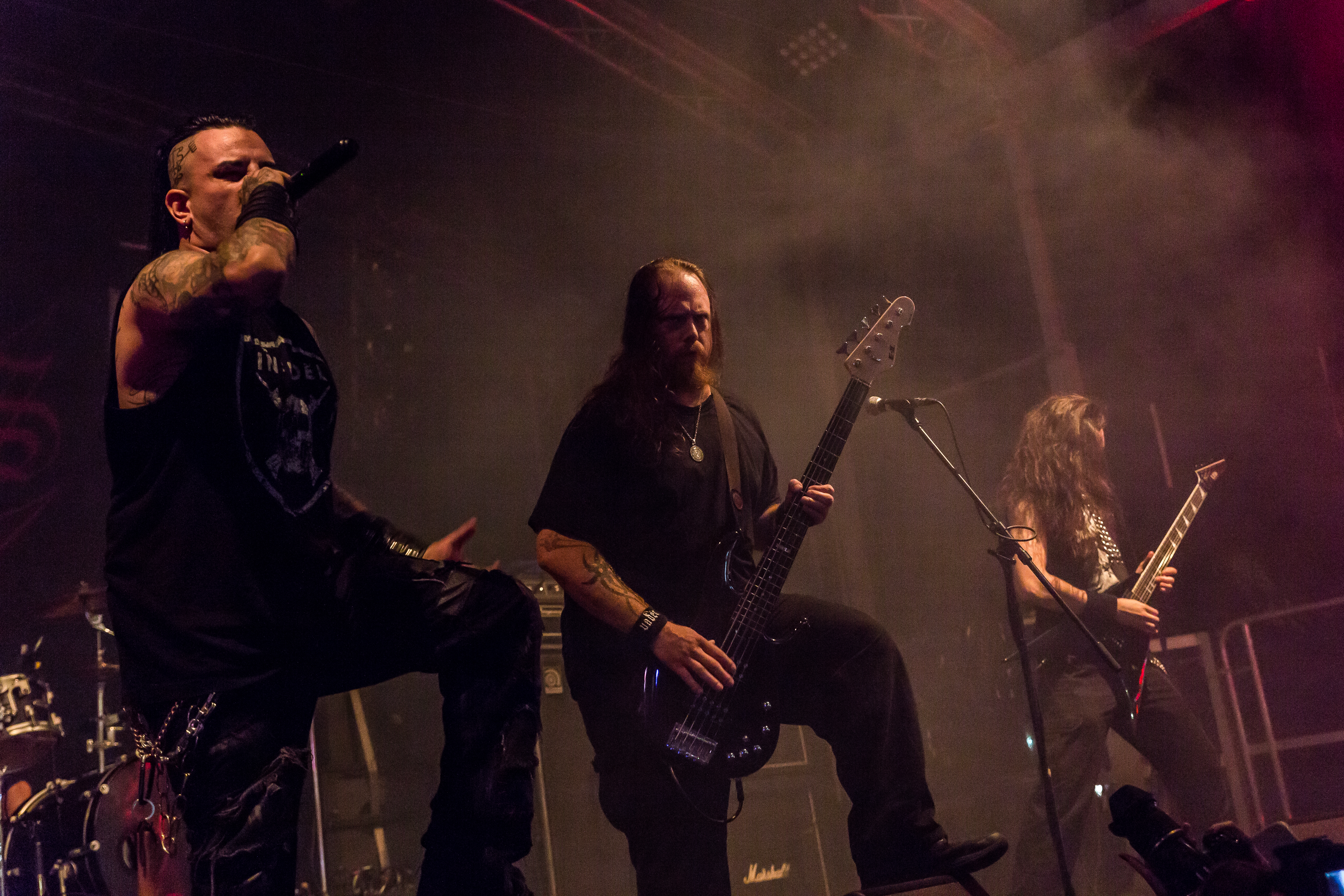
I Vital Remains al Summer Breeze Open Air 2017

- Tony Lazaro - chitarra (1988-presente)
- Gator Collier - basso (2008-presente)

### Turnisti
- Caio Kehyayan - chitarra (2019-presente)
- Chris Dovas - batteria (2018-presente)

### Ex componenti
- Brian Werner - voce (2011, 2012-2019)
- Aaron Homma - chitarra (2013-2014)
- James Payne - batteria (2015-2016)
- Jeff Gruslin - voce (1988-1996)
- Chris Ross - voce (1996-1997)
- Jake Raymond - voce (1999-1999)
- Thorn - voce (1999-2003)
- Bobby Wheeler - voce (2000-2000)
- Glen Benton - voce (2003-2009)
- Anthony Geremia - voce (2006-2007)
- Damien Boynton - voce (2007-2008)
- Scott Wily - voce (2008-2012)
- Rodrigo Raquio - voce (2010-2010)
- Paul Flynn - chitarra (1988-1996)
- Dave Suzuki - chitarra, basso, batteria (1997-2009)
- Taylor Fishman - chitarra (2008-2009, 2009-2010)
- John Hate - chitarra (2010-2011)
- Ralph Santolla - chitarra (2006)
- Tom Supkow - basso (1988-1989)
- Joseph "Joe" Lewis - basso, voce (1990-2000)
- Ron Greene - basso (2000, 2005-2005)
- Kelly Conlon - basso (2000-2001)
- Derek Boyer - basso (2003-2003)
- Istvan Lendvay - basso (2004-2004)
- Brian Hobbie - basso (2007-2008)
- Chris Dupont - batteria (1988-1990)
- Ace Alonzo - batteria (1990-1994)
- Rick Corbett - batteria (1994-1996)
- Kyle Severn - batteria (2000)
- Tim Yeung - batteria (2003-2007, 2009)
- Marco Pitruzzella - batteria (2005-2006)
- Antonio Donadeo - batteria (2007-2008)
- Keshava Doane - batteria (2008-2009)
- Eddy Hoffman - batteria (2009-2011)
- Jack Blackburn - batteria (2011- 2015)

## Discografia

### Album in studio
- 1992 - Let Us Pray
- 1995 - Into Cold Darkness
- 1997 - Forever Underground
- 2000 - Dawn of the Apocalypse
- 2003 - Dechristianize
- 2007 - Icons of Evil

### Demo
- 1989 - Reduced to Ashes
- 1990 - Excruciating Pain
- 1992 - Live Demo 1991
- 1994 - Live Promo '94

### Split
- 1993 - Morta Skuld/Vital Remains

### Best of
- 2006 - Horrors of Hell

## Videografia

### DVD/VHS
- 2007 - Evil Death Live